# Hormai József
Hormai József, született Horváth József (Budapest, 1941. augusztus 10. –) Nívó-díjas operaénekes (tenor), magánénektanár, a Szent István Konzervatórium egykori tanszékvezetője.

## Életpályája
Gimnáziumi tanulmányai mellett zongorázni tanult és kántorképző iskolát végzett. Énektanulmányait a Bartók Béla Zeneművészeti Szakközépiskolában kezdte, ahol Fábry Edit énekmester tanítványa volt. További tanulmányokat folytatott Szőnyi Ferenc és Sipos Jenő mestereknél.
1968–1975 között az Állami Népi Együttes tagja volt, 1975-től 2006-ig az Operaház magánénekese.
Pályáját Mozart-énekesként kezdte, tenor hangjának lírai árnyalata miatt. Énekelt a Varázsfuvola és a Szöktetés a szerájból című zeneművekben, majd később egyre több hőstenor szereppel bízták meg.
1979-ben nagy sikerrel kezdett Wagner-szerepeket énekelni, elsők között A walkür című operában Siegmund szerepét. A zeneművet később, az 1995-ös felújításában Jurij Szimonov vezényletével vitte sikerre. 1985-ben Doráti Antal vezényletével Beethoven Fidelio című operájában Florestan szerepét énekelte.
1979-1987 között állandó tagja volt a debreceni Csokonai Színháznak is, ahol 1979-ben Verdi Aida című operájának felújításában mutatkozott be Radames szerepében.
Főszerepei között megtalálhatóak kortárs magyar szerzők operáinak bemutatója. Durkó Zsolt Mózes c. operájának ősbemutatóján a címszerepet énekelte, amelyért Nívó-díjban részesült.
Széles repertoárja az opera- és operettirodalom számos darabját öleli fel, amelyekben közel 40 főszerepet énekelt, valamint oratóriumok megszólaltatásában is részt vett. Erkel Ferenc Bánk bán című operájából Bánk szerepét száz alkalommal énekelte. Simándy József mellett az egyetlen magyar tenorista, aki egy évadon belül 3 Erkel-operának a főszerepét énekelte el.

## Főbb szerepei
Tamino (Mozart: Varázsfuvola), Belmonte (Mozart: Szöktetés a szerájból), Mózes (Durkó Zsolt: Mózes), Isten (Balassa Sándor: Ajtón kívül), Szökevény (Petrovics Emil: C’est la guerre), Siegmund (Wagner: A walkür), Loge (Wagner: A Rajna kincse), Bánk (Erkel: Bánk bán), Hunyadi László (Erkel: Hunyadi László), Narabot és Herodes (R. Strauss: Salome), Faust (Gounod: Faust), Florestan (Beethoven: Fidelio), Radames (Verdi: Aida), Pollione (Bellini: Norma), Dimitrij (Muszorszkij: Borisz Godunov), Cavaradossi (Puccini: Tosca), Rodolfo (Puccini: Bohémélet), Turiddu (Mascagni: Parasztbecsület), Canio (Leoncavallo: Bajjazók), Tamburmajor (Berg: Wozzeck), valamint Kukorica Jancsi (Kacsóh Pongrác: János vitéz), Szu Csong (Lehár Ferenc: A mosoly országa), Barinkay (ifj. J. Strauss: Cigánybáró), Eisenstein báró (ifj. J. Strauss: Denevér)

## Pedagógusi pályája
Énektanári pályáját 1995-ben kezdte a Szent István Zeneművészeti Szakgimnáziumban, ahonnan 70 éves korában búcsúzott mint tanszékvezető énektanár.
A Liszt Ferenc Zeneművészeti Egyetem Budapesti Tanárképző Intézetében 60 évesen diplomázott.

## Hormai József Regionális Énekverseny
2023-ban első alkalommal került megrendezésre a művész nevét viselő énekverseny. A verseny alapítója és szervezője Hormai József egykori növendéke Szenthelyi Krisztián Concorde-díjas énekművész, operaénekes. Az első versenyt az alapfokon pest vármegyei illetve budapesti zeneiskolákban tanuló énekes növendékek számára rendezték meg.